# Charles-Adrien Meaudre
Charles-Adrien Meaudre, né le 4 septembre 1755 à Saint-Germain-Laval (Loire) et mort le 11 avril 1834 à Roanne (Loire), est un homme politique français.

## Biographie
Issu d'une vieille famille de la noblesse du Forez connue dès le XIIIe siècle pour leur charge de capitaine châtelain des villes de Cervières et Noirétable. Les premiers actes où ils rendent foi et hommage au comte du Forez pour leurs fiefs des Meaudre, Marnat, Cervières et des Salles datent de 1270. Cette famille appartenait à la noblesse de robe dont quatre branches sont distinctes bien que toutes alliées. Elles sont connues sous les noms de Meaudre de Palladuc dont un grand  nombre d'entre eux furent décorés de la Croix de St Louis, la plupart  servant dans les armées dès le XVIe siècle.  Le dernier de la branche des Palladuc François, chevalier de Palladuc décédera à St Petersbourg en 1813 en émigration sans descendance. Les Meaudre de la Pouyade séparée depuis le XVIe siècle firent souche en Angoumois branche toujours subsistante, Meaudre d'Assit dont un des membres « Le chevalier de la Motte » s'implantera  en Louisiane après une vie d'aventurier sur les mers. Il épousera une demoiselle Lelièvre (famille du Nord de la France). Enfin les Meaudre des Gouttes et de Sugny qui après l'extinction des Palladucs est devenue la branche aînée. Charles Adrien et sa descendance constituent l'essentiel des Meaudre d'aujourd'hui. Cette famille donna plusieurs parlementaires et des conseillers de la Reine Anne d'Autriche et des rois Louis XIII, Louis XIV, Louis XV et Louis XVI ; elle donna aussi de nombreux officiers dont un grand nombre dans les deux dernières guerres moururent pour la France.
Il est le fils de Jacques Meaudre (1724-1788), écuyer, conseiller du roi au Parlement du Dauphiné, seigneur de Champigny, Vinolz, du Verney, de la Garde et des Poyets ; et de Françoise Pirot d'Ambert (1734-1761).
Il naît le 4 septembre 1755 au château de Saint-Germain-Laval.
Il épousa Pierrette Boyer de Montorcier de Sugny le 20 février 1786 au château de Sugny à Nervieux.
Il était seigneur de Champigny, Valorges, Montagny, les Gouttes et du marquisat de Pradines ; il devint marquis de Pradines exerçant haute et basse justice par lettres patentes de Louis XVI (mai 1789). Titre qu'il ne porta pas parce que les lettres n'ont pas pu être enregistrées en raison du renoncement de la noblesse à ses privilèges la nuit du 4 août 1789. Il fut membre de l'assemblée provinciale de la noblesse du Forez.
Lors des drames du 20 juin 1792 qui aux Tuileries firent suite au refus de Louis XVI de signer le décret de bannissement des prêtres, Charles Adrien envoya une lettre de sympathie au roi : « Sire, c'est avec consternation que nous avons appris la violation de votre palais et le danger que la France a couru de voir ses annales souillées des plus horribles forfaits. Une multitude égarée avait voulu exiger de vous une sanction que vous aviez droit de refuser et vous prescrire le rappel du ministre que vous aviez droit de renvoyer. »
Refusant d'émigrer en Italie à la demande de son beau-frère Mathé de Beaurevoir réfugié à Turin, il entretint celui-ci et sa famille émigrée par de nombreux envois financiers. Il écrivit à ce dernier « que si toute la noblesse quittait la France le peuple n'ayant plus de chef se verrait abandonné aux scélérats et aux ambitieux de toute nature au moment des épreuves qui accablent notre nation... Que cela n'était pas conciliable avec les obligations de son état ». Chef du parti modéré conservateur, il fut arrêté une première fois à la demande personnelle de l'accusateur public Fouquier-Tinville. Il était accusé de collusion avec le marquis de Précy, Virieu, La Roche d'Angly et Nolhac qui avaient soulevé la ville de Lyon contre la Convention en août 1793, d'avoir fait signer des arrêtés contre-révolutionnaire et liberticides et de cacher des prêtres réfractaires, d'organiser un plan de contre-révolution dont le foyer était à Lyon et dont il a étendu les branches dans trois districts Roanne, Saint-Étienne et Montbrison. Lors de sa comparution au tribunal de Roanne, les juges n'osèrent pas le faire saisir pour répondre à la réquisition de Fouquier-Tinville tant « l'affluence prodigieuse » venue le protéger était considérable. Il le firent enlever une nuit de la semaine suivante dans son château de Pradines par des gendarmes venus de Lyon. Son château fut immédiatement mis sous scellé. Ceux-ci confièrent Charles Adrien Meaudre à une escouade de dragons. Il fut libéré sur la route de Roanne par ses fermiers qui assaillirent les soldats et les mirent en déroute. Meaudre se cachera chez l'un des leurs, Jean Portaillier, mais fut découvert un mois plus tard par des révolutionnaires aidés d'un détachement de cavalerie et cette fois-ci sera conduit à Paris et incarcéré au Luxembourg puis à la conciergerie où il survécut onze mois, il y croisera Danton et Camille Desmoulins. Condamné à mort par Fouquier-Tinville, il réchappa à la guillotine grâce au 9 Thermidor qui renversa Robespierre. Il sortira de prison trois mois après la chute du tyran. Il réintégrera sa province et s'engagera avec détermination dans la politique, notamment en s'opposant avec vigueur contre les exécuteurs de basse œuvre de la Convention dont le plus redouté était Javogues qui avaient mis la province en coupe réglée avec son comparse Lapalus, ce dernier aussi violent qu'imprévisible ayant été le plus enragé contre Meaudre faisait régner la terreur sur Roanne. Meaudre fut élu, le 23 vendémiaire an IV, député de la Loire au Conseil des Cinq-Cents sur la liste royaliste, par 117 voix (214 votants).
Après le 18 Brumaire, connu pour son autorité morale sur la population et son esprit de paix, il fut nommé conseiller de préfecture de la Loire (22 germinal an VIII), et exerça ces fonctions pendant une grande partie de la durée de l'Empire. Il était considéré comme une personnalité bienveillante et d'une intégrité exemplaire malgré la vicissitudes des temps qui avaient entamé sa fortune connue jusque-là pour être une des cinq premières de la province. Sa propriété de Pradines  avait été mise sous scellés. Sa femme s'était retirée dans son hôtel de Roanne où elle avait survécu pendant la période d'incarcération de son mari avec ses trois enfants en bas âge grâce à l'assistance de ses fermiers qui avaient obtenu des administrateurs de quoi lui livrer quelques subsides. La levée des scellés ne fut effective que 18 mois après la libération effective de son mari.
Malgré son attachement connu à la cause des Bourbons le 11 mai 1815, il fut envoyé à la Chambre des Cent-Jours comme représentant du grand collège de la Loire avec une considérable majorité, par 47 voix sur 51 votants. À la Seconde Restauration, il fut successivement élu député par le 2e arrondissement électoral de la Loire (Roanne), le 15 février 1822, avec 117 voix (223 votants, 239 inscrits), contre 100 voix à l'abbé de Pradt. Ce dernier était l'ancien aumônier de l'Empereur (Pradt « aumônier du dieu Mars »). Bonaparte aimait fort et choyait particulièrement cet ancien émigré passé à lui lors du premier consulat. Il le nommera baron. Vitrolles dans ses mémoires dit que l'intrigant ecclésiastique fut un émigré « rallié ». Il dut sa rencontre avec le dieu de la guerre grâce à Fouché qui l'introduisit. Mais qu'en « reconnaissance » de la protection de l'empereur l'abbé n'avait pas hésité à se retourner contre son prestigieux protecteur en 1814 en traversant les lignes des alliés pour supplier ceux-ci de foncer sur Paris. Il n'avait en effet jamais cessé de prétendre qu'il était un partisan des Bourbons alors que tous savaient qu'il n'avait jamais cessé de trahir leur cause. Il fut obligé de s'incliner devant la réputation d'intégrité et de loyauté qui donna une écrasante majorité au seigneur de Pradines. Le siège de Populle, démissionnaire ira à Charles Adrien ; le 13 novembre 1822, par 169 voix (181 votants, 279 inscrits) ; le 24 février 1824, par 119 voix (228 votants, 270 inscrits), contre 53 voix à Berchoux-Monceau et 18 à Dumarais (lui aussi ancien protégé de l'empereur). Charles Adrien Meaudre siégea constamment dans la majorité royaliste jusqu'à ce que son fils Camille lui succéda.
Conseiller et ami très cher de Joseph de Villèle président du conseil des ministres de Louis XVIII, le roi lui décernera à titre personnel la Légion d'honneur (chevalier). Celle-ci lui fut remise au nom du souverain par le frère de ce dernier, le comte d'Artois. Répondant aux félicitations du prince, Charles Adrien affirmera la fidélité de ses sentiments :
« Appelé de nouveau par sa Majesté à l'honneur de présider ce Collège je me félicite de voir ce moment s'ouvrir sous des auspices favorables... Une guerre que l'histoire citera comme la plus morale et la plus généreuse vient de rendre au drapeau les lys qu'il tint d'Henri IV et de Louis XIV... Notre triste expérience ne restera pas perdue pour les français; on ne les verra plus dupes de ces novateurs qui, sous l'appât de la liberté leur apportent les fers, se gorgent de leurs dépouilles en ne leur laissant que désordre, crime et misère. Les trônes sont raffermis et l'Europe jouira du calme si nécessaire après tant de tempêtes.L'occupation d'un million de soldats étrangers a cessé avant le terme prescrit. Les dettes de l'usurpation s'acquittent à jour fixe. L'extinction de la dette publique, les arts et les sciences encouragés, les dépenses acquittées, l'industrie et les manufactures vont croissant et se multipliant, l'armée régularisée brillante et dévouée, le Clergé de France reconstitué sur des bases solides, l'éducation replacée sous les auspices de la religion et de la morale forment dans toutes les classes de la société la génération qui s'élève à l'amour de la vertu et de l'honneur, mobiles des grandes actions...Rallions nous autour du Monarque qui ne reparut qu'avec le dessein de cicatriser toutes les blessures, qui a déjà réparé tant de maux...rallions nous à une dynastie dont la bienveillance et la générosité sont les attributs; que sous mes cheveux blancs je puisse entendre comme au jour de ma jeunesse aux côtés de mon auguste père s'élancer de tous les cœurs unanime et éminemment Français: Vive le Roi ! »
Sa réputation était selon l'abbé J.P. Cohas (Saint-Germain-Laval pendant la Révolution 1788-1803) « ...une noble figure et un caractère paisiblement mais fermement héroïque et ce qui le grandit aux yeux de la postérité c'est que lui, qui eut tant à souffrir de la tyrannie des terroristes ne chercha jamais à se venger alors qu'il lui eut été si facile de le faire en raison des pouvoirs qu'il détenait. La révolution arrivant il ne voulut jamais émigrer pensant que sa popularité le protégerait. Il n'est donc entré dans la vie publique qu'au moment où les risques devenaient considérables. Cela n'eut d'autre effet que de le confirmer dans ses principes de fidélité au Roi et à l'Eglise. Cette volonté d'affronter la tempête pour rester fidèle à ses principes et à pacifier les esprits lui valut les persécutions des révolutionnaires et le rendit victime de son dévouement »
Ses écrits attestent cette magnanimité soulignée par son compagnon de cellule à la conciergerie l'abbé Denis. En décrivant les mobiles des personnes, Meaudre confirme la grandeur de son caractère : « Une minorité de meneurs exaltés et sectaires, un certain nombre de timides et dépourvus de caractère obéissant aux ordres de cette minorité, beaucoup d'indifférents cherchant à survivre et enfin, quelques personnes énergiques résistant individuellement sans que personne eût le courage de se solidariser avec eux. Il ne fallait pas regarder comme terroristes tous les hommes qui remplirent des fonctions publiques pendant la terreur. Ils étaient forcés d'accepter sous peine d'être traités comme suspects et ils devaient exécuter aveuglément les ordres des révolutionnaires... beaucoup des membres des comités révolutionnaires ne prêtèrent leur signature aux mandats d'arrêts pour ne pas être arrêtés eux-mêmes. A part trois ou quatre scélérats qui ont constamment et de sang froid machiné la perte de leurs concitoyens les autres ne furent que des exaltés et des abusés. »
Il fut fait chevalier d'honneur de la duchesse d'Angoulême en 1826.
Il mourra en 1834 à l'hôtel Meaudre à Roanne.
Son château de Pradines fut vendu au cardinal Fesch et transformé en abbaye de bénédictines. La première abbesse fut une cousine de Pierrette Boyer de Montorcier de Sugny épouse de Charles Adrien Meaudre, Thérèse de Bavoz. Les bénédictines sont toujours présentes dans cette abbaye sise près de Roanne.
Son fils Annet Jérôme Camille Meaudre de Sugny (1795-1870), officier aux mousquetaires rouges puis lieutenant de dragons, fit la campagne de 1815 avec les princes. Il fera la campagne d'Espagne voulue par Châteaubriand lorsque ce dernier fut brièvement ministre des affaires étrangères. Il démissionna pour succéder à son père à la présidence du conseil de la Loire jusqu'en 1852 date où l'empereur Napoléon III désignera du duc de Persigny sans vote des membres du collège.

## Mandats

### Mandats parlementaires
- 15 octobre 1795 - 26 décembre 1799 : Membre du Conseil des Cinq-Cents
- 11 mai 1815 - 13 juillet 1815 : Représentant à la Chambre des Cent-Jours
- 15 février 1822 - 17 août 1822 : Député de la Loire
- 13 novembre 1822 - 24 décembre 1823 : Député de la Loire
- 25 février 1824 - 5 novembre 1827 : Député de la Loire

### Mandat local
- 1815 - 1816 : Président du Conseil général de la Loire

## Décoration

### Décoration officielle
- Chevalier de la Légion d'honneur

## Sources
- « Charles-Adrien Meaudre », dans Adolphe Robert et Gaston Cougny, Dictionnaire des parlementaires français, Edgar Bourloton, 1889-1891 [détail de l’édition]
- Jouvenel, Assemblée de la noblesse du bailliage du Forez en 1789, Lyon, éditions Librairie ancienne, 1891
- M.D. Périé, Les Meaudre, tome 2, Bordeaux, 1901
- Abbé J.P. Cohas, Saint-Germain-Laval pendant la Révolution 1788-1803, Roanne, 1912
- Vie et mort des victimes de la révolution, tome XVII famille Meaudre, Lyon, éditions Lyonnaises d'Art et d'Histoire, 2005